# 条顿骑士团大楼

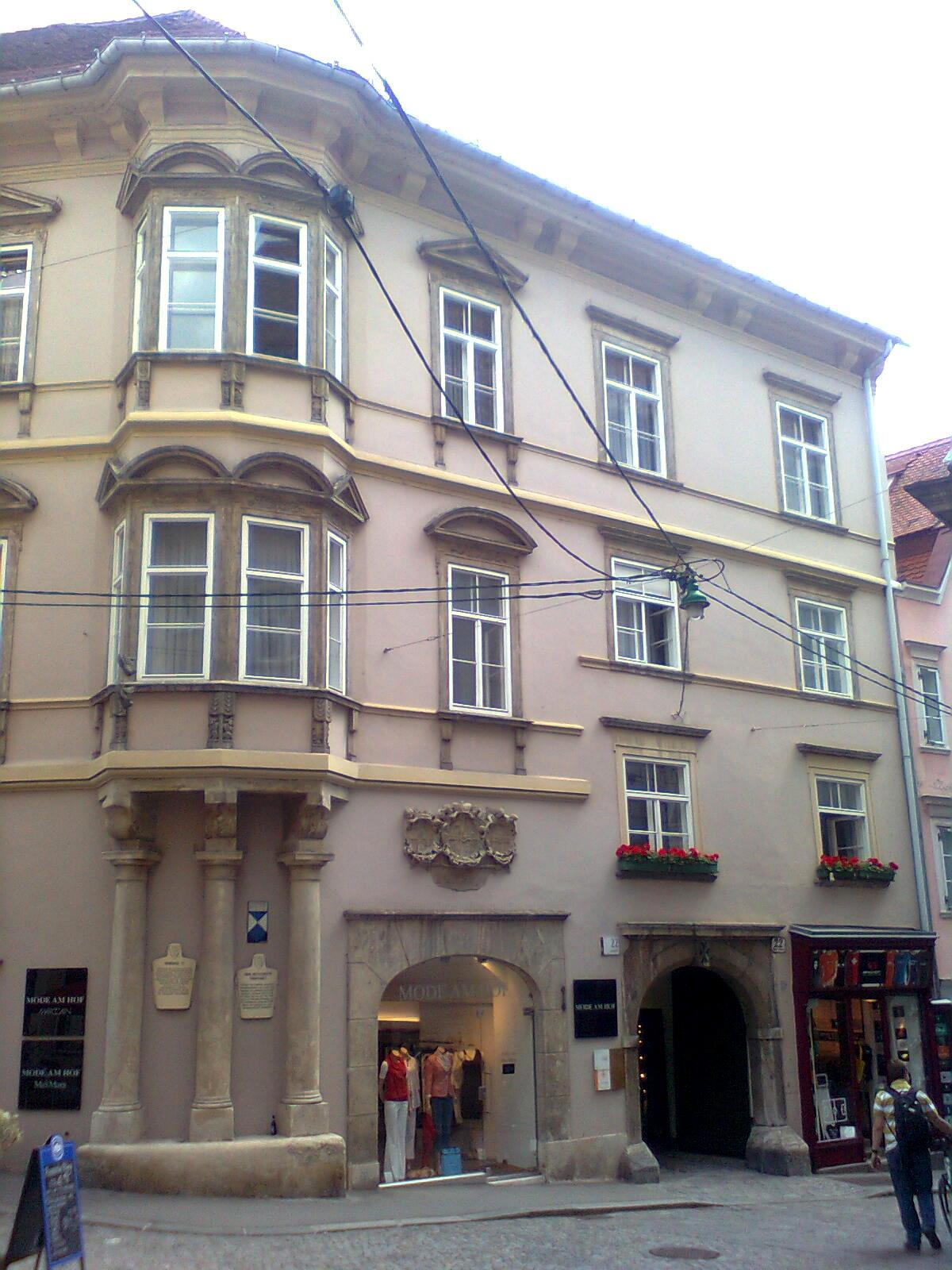

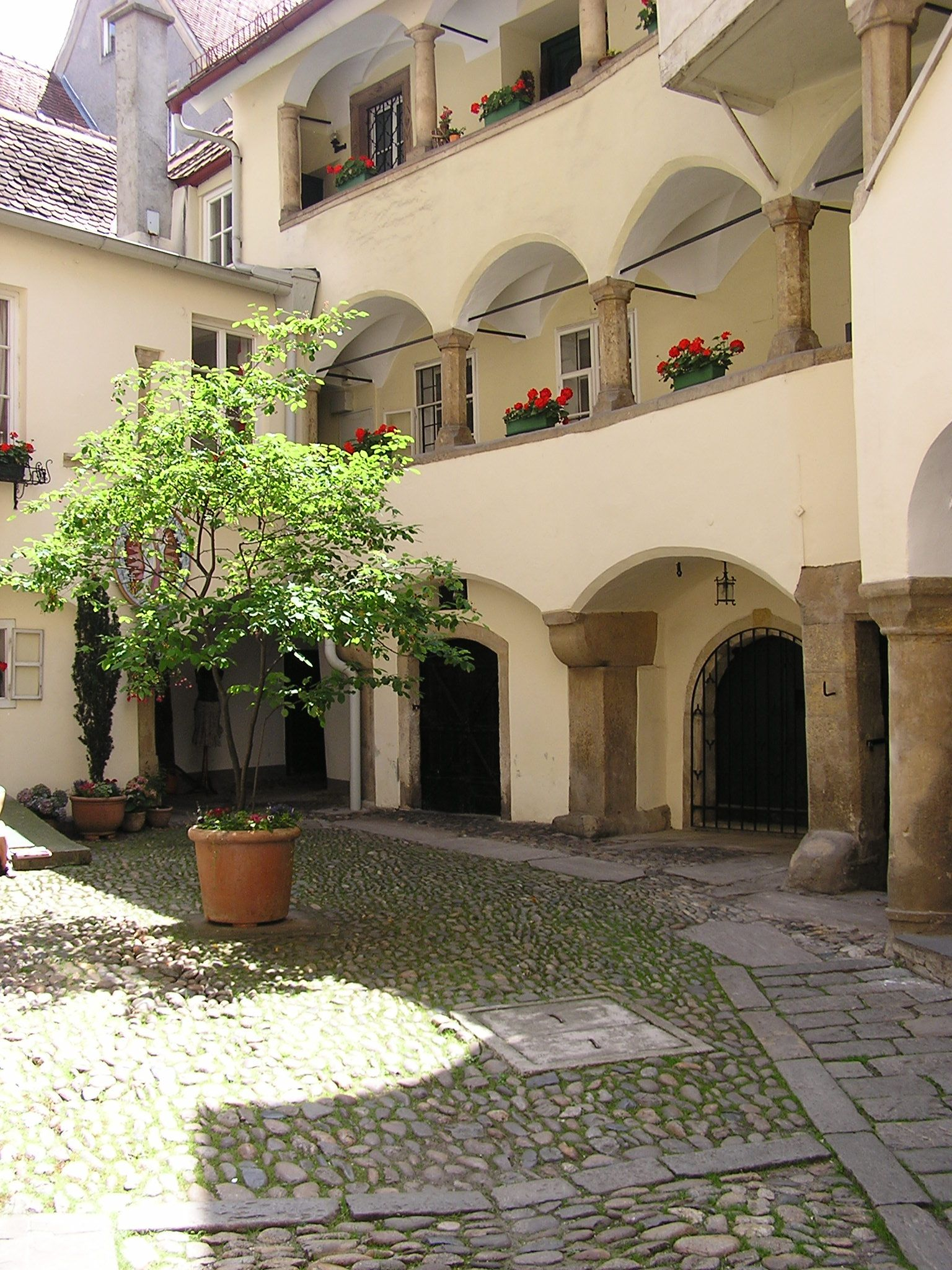

条顿骑士团大楼（Deutschritterordenshaus）位于奥地利格拉茨内城斯波巷与Hofgasse转角。
这座房子的起源可以追溯到十五和十六世纪，原为条顿骑士团驻地。该建筑系两栋单独的房子合并而成。立面为文艺复兴风格，有大理石浮雕。内部则是从哥特式到文艺复兴风格的过渡。二楼和顶楼采用不同的柱廊。